# Ambraciske Golf
Ambraciske Golf også kendt som Artabugten eller Actium-bugten, og i nogle officielle dokumenter som Amvrakikos-bugten (græsk: Αμβρακικός κόλπος), er en golf af Det Ioniske Hav i det nordvestlige Grækenland. Den er omkring 40 km lang og 15 km bred er det en af de største lukkede bugter i Grækenland. Byerne Preveza, Amphilochia (tidligere Karvassaras) og Vonitsa ligger ved bredden.

## Navn
Golfen har navn efter den antikke by Ambracia, der ligger nær dens bredder. Dets alternative navn kommer fra den middelalderlige (og moderne) by Arta, der ligger på samme sted som det gamle Ambracia.

## Geografi
Indgangen til bugten er gennem en 700 meter bred kanal mellem Aktio (det gamle Actium) mod syd og Preveza mod nord; en Aktio–Preveza undersøiske tunnel fra 2002 forbinder de to. Golfen er ret lavvandet, og dens nordlige bred er brudt af adskillige sumpe, hvoraf store dele danner et flodmundingssystem. Floderne Louros og Arachthos (eller Arta) løber ud i golfen, og af denne grund er den varmere og mindre salt end det Joniske Hav, som det løber ud i. Den er rig på grå multe, søtunge og ål og er også meget berømt for rejer. Havskildpadder og delfiner ses regelmæssigt. Bugten omfatter laguner, der er meget vigtige for fugle, og er på grund af sin økologiske betydning udpeget til vådområde af international betydning under Ramsarkonventionen..

## Historie
Ambracian Gulf var stedet for slaget ved Actium, hvor Augustus styrker besejrede Marcus Antonius og Cleopatra. Fra den græske uafhængighed (Konstantinopeltraktaten, 1832) indtil Anden Balkan-krig (Bukarest-traktaten, 1913) udgjorde bugten en del af grænsen mellem Kongeriget Grækenland og det osmanniske imperium.
Der ligger rester af mange gamle byer ved bredden: Actium ved indsejlingen, hvor den berømte Slaget ved Actium blev udkæmpet i 31 f.Kr. Nicopolis, Argos Ippatum, Limnaea og Olpae.

## Transport
Siden 2002 er de nordlige og sydlige sider ved mundingen af bugten forbundet med Aktio-Preveza undersøiske tunnel. Tunnelen forkorter i høj grad rejseafstanden over bugten, som tidligere kun var mulig med færge. Aktion International Airport (lufthavnskode PVK) ligger nær Golfens indsejling.